# Grabdenkmale des Katharinenklosters Wolmirstedt

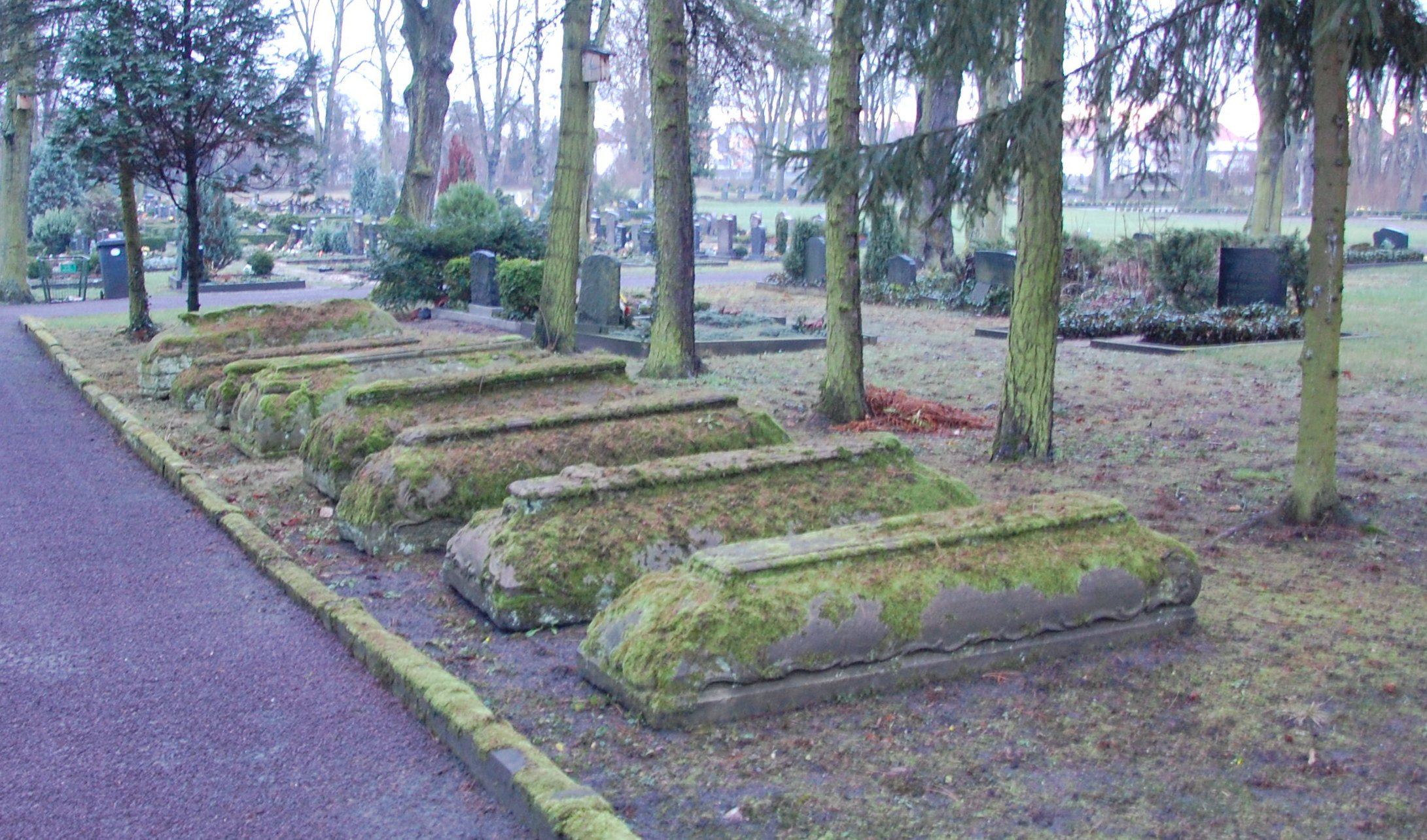
Grabdenkmale

Die Grabdenkmale des Katharinenklosters Wolmirstedt sind denkmalgeschützte Grabdenkmale in der Stadt Wolmirstedt in Sachsen-Anhalt.

## Lage
Sie befinden sich auf dem Friedhof Wolmirstedt, nördlich der Friedhofskapelle Wolmirstedt, westlich der Farsleber Straße. Im örtlichen Denkmalverzeichnis sind sie als Grabdenkmale eingetragen.

## Gestaltung und Geschichte
Bei den Grabdenkmalen handelt es sich um sieben aus Stein gefertigte Monumente, die in der Form von Sarkophagen gestaltet wurden. Sie entstanden im 18. Jahrhundert für Äbtissinnen des Katharinenklosters Wolmirstedt. Sie sind im Stil des Spätbarocks mit Akanthus- und Rocailleornamenten verziert.